# Tarnówka (potok)
Tarnówka – potok płynący w północno-zachodniej części województwa małopolskiego, prawobrzeżny dopływ Białej Przemszy. 

## Źródło i bieg
Źródła potoku Tarnówka znajdują się na wysokości 370 m n.p.m. powyżej ostatnich zabudowań przysiółka Czarny Las w miejscowości Domaniewice, u wylotu Doliny Wodącej. Przepływa przez miejscowości: Domaniewice, Załęże, Bydlin, Cieślin i Golczowice. Na całej swojej długości potok płynie przez Park Krajobrazowy Orlich Gniazd. Tarnówka charakteryzuje się wartkim nurtem i czystą wodą. W górnym i środkowym biegu dno kamieniste, w biegu dolnym piaszczyste. Zasilany wodami przez liczne źródełka i wywierzyska szczególnie w okolicy miejscowości Cieślin. Potok ma jeden dopływ prawobrzeżny – potok Stoki, mający swoje źródła w przysiółku Stoki.

## Nazewnictwo
Na różnych mapach oraz w literaturze można się spotkać z innymi nazwami tego cieku: Sączenica,, Dzdzenica, Struga z pod Domaniewic. Nazwa Tarnówka jest wymieniona w "Wykazie nazw wód płynących w Polsce"  zweryfikowanych i ustalonych przez Komisję Nazw Miejscowości i Obiektów Fizjograficznych, działającą od 1997 r. przy Ministrze Spraw Wewnętrznych i Administracji.